# Crise do Telegrama

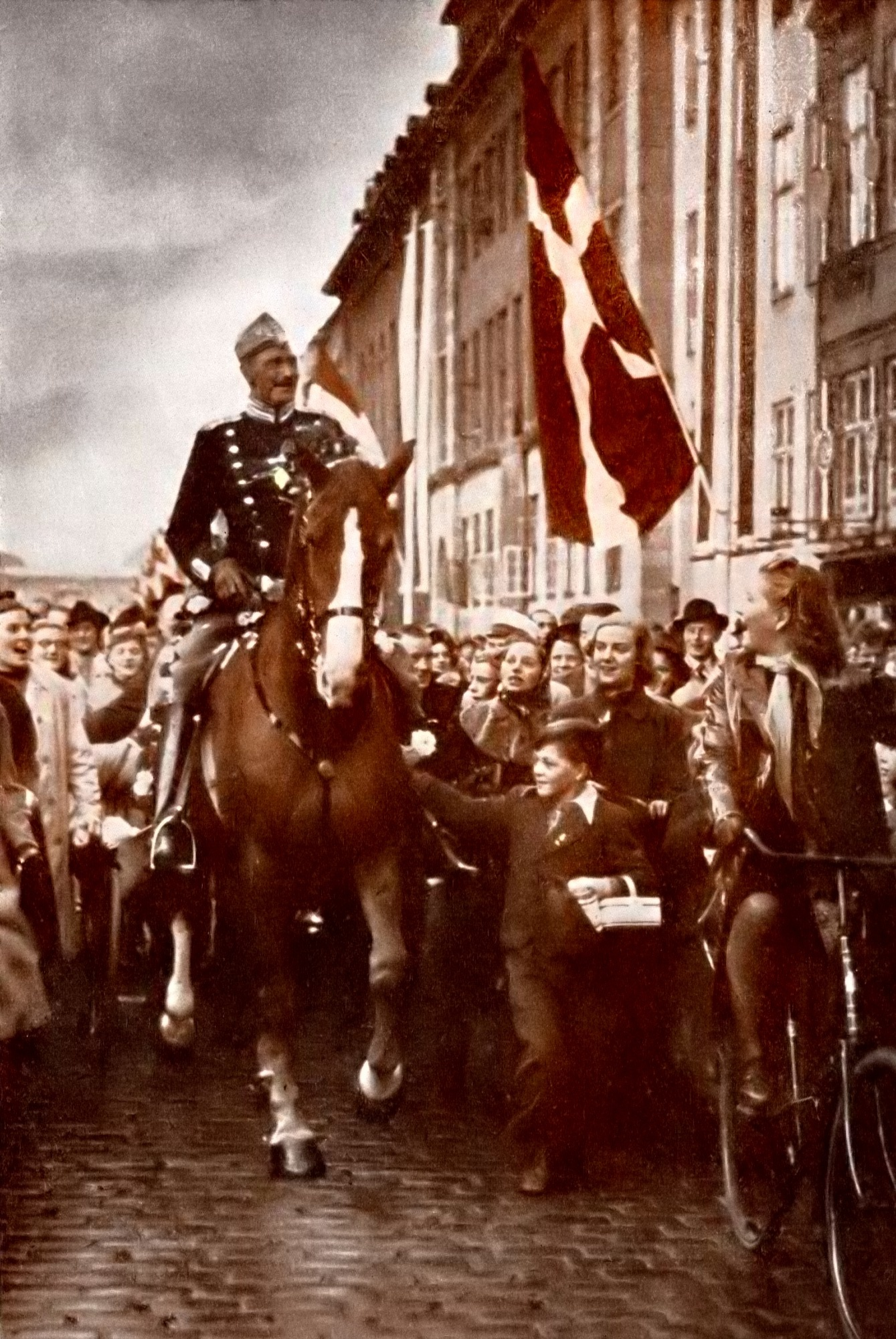
Cristiano X da Dinamarca em Copenhague, na ocasião de seu septuagésimo aniversário, em 26 de Setembro de 1940

A Crise do Telegrama foi uma crise diplomática entre a Dinamarca e a Alemanha Nazi ocorrida entre outubro e novembro de 1942, durante a ocupação alemã da Dinamarca.
A crise foi causada pelo texto de um telegrama que o Rei Cristiano X da Dinamarca enviou a Adolf Hitler como agradecimento pelos seus parabéns pelo 72.º aniversário do Rei, em 26 de setembro de 1942. O texto foi um breve, "Spreche Meinen besten Dank aus. Christian Rex" (tradução: "com os melhores agradecimentos. Rei Cristiano"). Hitler, escrevendo a sua longa carta de felicitações a nível pessoal, achou que a breve resposta do Rei era escandalosa. Hitler também pensou que o Rei mostrou total ingratidão pelo seu respeito por ele. Este presumível (e certamente deliberado) ato de desprezo fez com que Hitler imediatamente retirasse o seu embaixador em Copenhaga e expulsasse o embaixador dinamarquês da Alemanha. As tentativas de acalmar Hitler, incluindo a proposta de enviar o Príncipe da Coroa, o futuro rei Frederico IX da Dinamarca, para Berlim para pedir desculpas pessoalmente a Hitler, foram rejeitadas.
No início de novembro de 1942, o plenipotenciário alemão Cecil von Renthe-Fink foi substituído por Werner Best, e o comandante das forças alemãs na Dinamarca Erich Lüdke foi substituído pelo general mais autoritário Hermann von Hanneken, e todas as restantes tropas dinamarquesas foram enviadas para fora da Jutlândia. A pressão alemã também resultou na destituição do governo liderada por Vilhelm Buhl e na sua substituição por um novo gabinete liderado pelo político independente e diplomata veterano Erik Scavenius, que os alemães esperavam ser mais cooperativo.
A origem da crise não foi apenas o famoso telegrama, mas também o crescente descontentamento no comando alemão – e especialmente em Hitler – com a situação na Dinamarca, onde o movimento de resistência começou a fazer-se sentir.